# Gasparino Barzizza
Gasparino Barzizza (in lingua latina Gasparinus Barzizius o Gasparinus Bergomensis o Gasparinus Pergamensis; 1360 – Milano, 1431) è stato un umanista, pedagogista, filologo classico e lessicografo italiano.

## Biografia

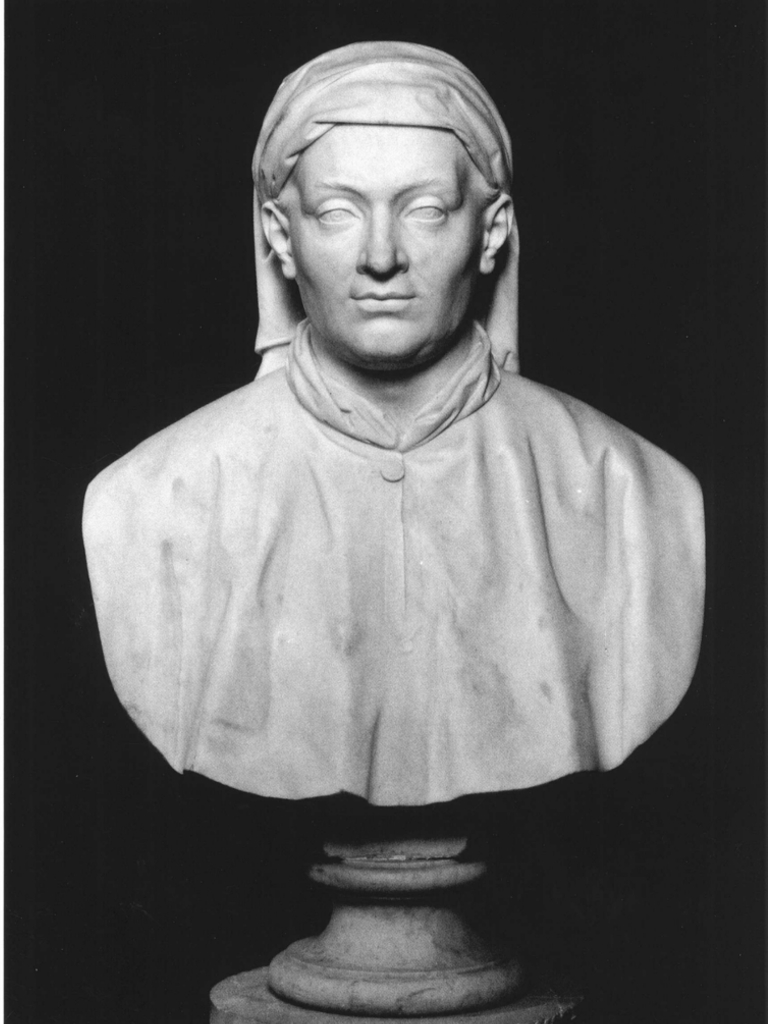
Busto di Gasparino Barzizza, opera di Domenico Passerini (1859-1861)

### Formazione
Non sono noti con certezza i principali dati biografici di Gasparino Barzizza. Nacque probabilmente a Bergamo, da un notaio di nome Pietrobono originario di Barzizza, poi frazione di Gandino; alcuni ritengono che sia nato a Barzizza. Nel 1390 frequentava all'Università degli Studi di Pavia le lezioni di "gramatica et rhetorica" di Giovanni Travesio avendo come condiscepolo Antonio Loschi. In base a quest'ultimo dato si è pensato che fosse nato attorno al 1370; l'anno di nascita 1360 è stato tuttavia dedotto da una lettera, scritta dallo stesso Barzizza ai figli nel 1422, in cui l'umanista affermava di avere 63 anni. Conseguì il dottorato in arti presso lo Studio di Padova nel 1413, quando era già da anni in quell'università come insegnante.

### Eventi familiari
Barzizza sposò verso la fine del Trecento la nobile Lucrezia Agliardi di Bergamo. Dal matrimonio nacquero cinque figli: Niccolò, Giovanni Agostino, Guiniforte, Giovanni Lorenzo e Giovanni Paolo. La moglie morì di parto gemellare nel 1418. Il primogenito Niccolò, insegnante di retorica a Bologna e podestà di Trento nel 1423, premorì al padre (come peraltro l'ultimogenito Giovanni Paolo). Giovanni Agostino conseguì il dottorato a Padova nel 1444. Il terzogenito Guiniforte divenne un umanista di grande valore.

### Insegnamento
Tenne il suo primo insegnamento di grammatica, in forma privata a Bergamo. Nel 1402 si trasferì, fu professore di grammatica e di retorica all'Università di Pavia; nel 1407 dovette lasciare Pavia, per il ritorno del suo maestro Giovanni Travesio, e si trasferì a Venezia dove fu precettore privato dei Barbaro. Nel 1408 ottenne l'incarico di retorica e filosofia morale all'Università degli Studi di Padova. Rimase allo studio padovano fino al 1421, esponendo la dottrina dell'imitazione ciceroniana sia nelle lezioni e negli scritti (De compositione). Nello stesso periodo si dedicò anche all'insegnamento privato organizzando nella sua abitazione, confinante con il Collegio Pratense e antistante al Collegio Tornacense, un convitto per giovani facoltosi secondo nuovi criteri educativi e con uno spirito di cordialità che fu di esempio per Guarino Veronese e Vittorino da Feltre, suoi amici ed ideatori di iniziative pedagogiche analoghe. Durante la sua permanenza a Padova fu nominato segretario apostolico dall'antipapa Giovanni XXIII (13 agosto 1414); nel 1417 fu per qualche tempo al concilio di Costanza come segretario di papa Martino V. Nel 1416 ottenne la cittadinanza padovana e l'anno successivo quella veneziana. Nel 1421 si trasferì a Milano, su invito di Filippo Maria Visconti. Nel 1428 tornò ad insegnare a Pavia; ma era ormai anziano e ammalato; morì qualche giorno prima del 18 febbraio 1431.
Barzizza ha inaugurato la tradizione ciceroniana dell'insegnamento umanistico. Una testimonianza della sua metodologia didattica è una disputa guidata dal maestro fra due scolari di Barzizza, Nicola Contarini e Francesco Barbaro, che ci è stata trasmessa in tre codici.

## Opere

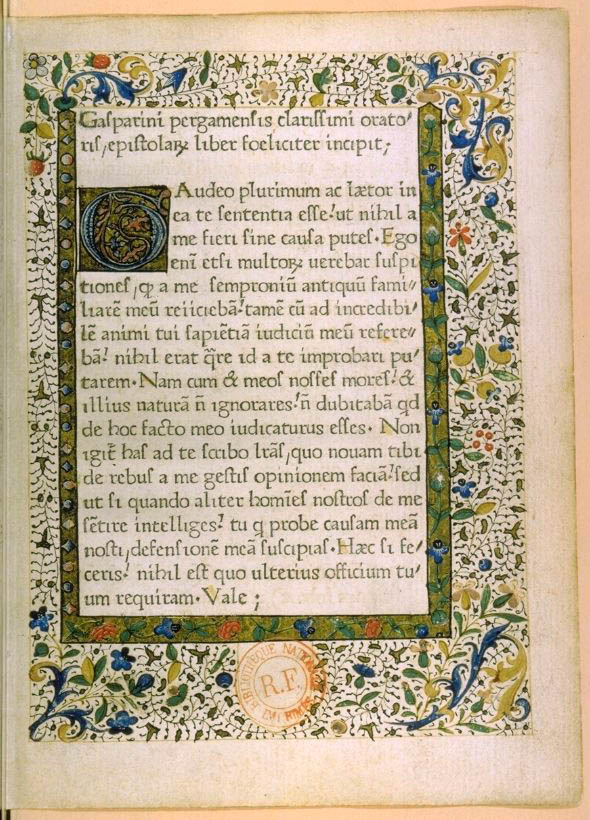
Incipit miniato dell'editio princeps dellEpistolarum liber Gasparini Pergamensis.

L'attività letteraria e filologica di Gasparino Barzizza ha ruotato attorno alla sua attività didattica.
- Il De compositione è un manuale di retorica e di stilistica composto attorno al 1420 con esempi tratti soprattutto da Quintiliano e Cicerone[10].
- Le Epistolae ad exercitationem accomodatae sono una raccolta di modelli di scrittura epistolare per esercitazione scolastica. Si tratta di lettere, prive di data e nome di destinatario, ma fornite di risposta, che vennero utilizzate come testo scolastico anche fuori d'Italia. L'editio princeps delle Epistolae (1470), pubblicata dall'editore e rettore della Sorbona Jean Heynlin, è il primo libro in assoluto stampato in Francia[11].
- L'Orthographia è diviso in quattro parti: nella prima sono trattati problemi di ordine generale, compresa la trascrizione dei termini greci; nella seconda sono elencati, in ordine alfabetico, i termini di dubbia ortografia; nella terza i termini con dittongo iniziale o centrale; nella quarta parte la punteggiatura[12].
- Il Vocabularium breve, composto attorno al 1417-18, è un dizionario etimologico dei termini latini, con traduzione italiana. È stato stampato in numerose edizioni, la prima delle quali è del 1509[13]; in alcuni codici manoscritti è presente anche la traduzione in dialetto bergamasco dei termini, ma è forse opera di un altro autore.